# Olympische Jugend-Winterspiele 2020/Teilnehmer (Liechtenstein)
| Gelbes Symbol für Goldmedaillen mit stilisierten Olympischen Ringen | Graues Symbol für Silbermedaillen mit stilisierten Olympischen Ringen | Braundes Symbol für Bronzemedaillen mit stilisierten Olympischen Ringen |
| ------------------------------------------------------------------- | --------------------------------------------------------------------- | ----------------------------------------------------------------------- |
| —                                                                   | —                                                                     | 1                                                                       |

Liechtenstein nahm an den Olympischen Jugend-Winterspielen 2020 in Lausanne mit fünf Athleten (drei Mädchen und zwei Jungen) in vier Sportarten teil.

## Teilnehmer nach Sportarten

### Bob
| Athlet             | Wettbewerb | Lauf 1      | Lauf 1 | Lauf 2      | Lauf 2 | Gesamt      | Gesamt |
| Athlet             | Wettbewerb | Zeit        | Rang   | Zeit        | Rang   | Zeit        | Rang   |
| ------------------ | ---------- | ----------- | ------ | ----------- | ------ | ----------- | ------ |
| Jungen             |            |             |        |             |        |             |        |
| Quentin Sanzo      | Monobob    | 1:13,01 min | 3      | 1:12,17 min | 3      | 2:25,18 min | Bronze |
| Mädchen            |            |             |        |             |        |             |        |
| Simone Zanghellini | Monobob    | 1:15,00 min | 9      | 1:14,64 min | 7      | 2:29,64 min | 8      |

### Skeleton
| Athlet              | Lauf 1      | Lauf 1 | Lauf 2      | Lauf 2 | Gesamt      | Gesamt |
| Athlet              | Zeit        | Rang   | Zeit        | Rang   | Zeit        | Rang   |
| ------------------- | ----------- | ------ | ----------- | ------ | ----------- | ------ |
| Mädchen             |             |        |             |        |             |        |
| Katharina Eigenmann | 1:14,44 min | 16     | 1:14,92 min | 17     | 2:29,36 min | 16     |

### Ski Alpin
| Athleten         | Wettbewerbe  | 1. Lauf     | 1. Lauf | 2. Lauf     | 2. Lauf | Gesamt      | Gesamt |
| Athleten         | Wettbewerbe  | Zeit        | Rang    | Zeit        | Rang    | Zeit        | Rang   |
| ---------------- | ------------ | ----------- | ------- | ----------- | ------- | ----------- | ------ |
| Mädchen          |              |             |         |             |         |             |        |
| Christina Bühler | Riesenslalom | 1:08,39 min | 27      | 1:06,44 min | 21      | 2:14,83 min | 21     |
| Christina Bühler | Slalom       | 50,77 s     | 32      | 47,96 s     | 22      | 1:38,73 min | 23     |
| Christina Bühler | Super-G      | –           | –       | –           | –       | 58,52 s     | 25     |
| Christina Bühler | Kombination  | 58,52 s     | 25      | 39,81 s     | 17      | 1:38,33 min | 19     |

### Skilanglauf
| Athleten       | Wettbewerbe     | Qualifikation | Qualifikation | Viertelfinale | Viertelfinale | Halbfinale    | Halbfinale    | Finale        | Finale        | Rang |
| Athleten       | Wettbewerbe     | Zeit          | Rang          | Zeit          | Rang          | Zeit          | Rang          | Zeit          | Rang          | Rang |
| -------------- | --------------- | ------------- | ------------- | ------------- | ------------- | ------------- | ------------- | ------------- | ------------- | ---- |
| Jungen         |                 |               |               |               |               |               |               |               |               |      |
| Robin Frommelt | 10 km klassisch | –             | –             | –             | –             | –             | –             | 30:42,2 min   | 49            | 49   |
| Robin Frommelt | Sprint Freistil | 3:34,10 min   | 46            | ausgeschieden | ausgeschieden | ausgeschieden | ausgeschieden | ausgeschieden | ausgeschieden | 46   |
| Robin Frommelt | Langlauf-Cross  | 4:55,52 min   | 56            | ausgeschieden | ausgeschieden | ausgeschieden | ausgeschieden | ausgeschieden | ausgeschieden | 56   |